# Eugráfia
Eugráfia (em latim: Eugraphia) foi uma nobre bizantina do começo do século V, ativa durante o reinado do imperador Arcádio (r. 395–408). Era uma rica dama, viúva de um homem de nome desconhecido, que residia em Constantinopla. Em 404, foi a líder da oposição ao patriarca João Crisóstomo (r. 398–404), tendo se aliado a Castrícia e Marsa. Paládio da Galácia, autor da Diálogo sobre a Vida de São João Crisóstomo, referiu-se a ela como αμθιμανης τις.